# Benevento
 Ikke at forveksle med Benevento (provins).
Benevento er en italiensk by og provinshovedstad i regionen Campania. Byen har 62.958 indbyggere (2006) og ligger i 135 meters højde. Byen ligger på jernbaneforbindelse tværs over den italienske halvø mellem Napoli og Foggia.
Benevento er en meget gammel by, oprindeligt grundlagt af sannitterne omkring år 400 f.Kr. og senere erobret af romerne. Benevento havde i romertiden en vigtig beliggenhed på Via Appia, der førte fra Rom til Brindisi ved den sydlige adriaterhavskyst. Der er bevaret flere monumenter fra romertiden.
Mest kendt er Arco di Traiano, eller Trajans Ark, der blev opført mellem år 114 og 117 til ære for kejser Trajan. Den er 15,6 meter høj og 8,6 meter bred og rigt dekoreret. Der er også bevaret en bro fra romertiden, Ponte Leproso, der førte Via Appia over floden Sabato. Broen stammer oprindeligt fra den sannitiske periode, men blev grundlæggende renoveret i år 202. Endelig er der et velbevaret romersk amfiteater opført under kejser Hadrian i år 126 og senere udvidet under kejser Caracalla mellem år 200 og 210. Amfiteatret kunne rumme ca. 10.000 tilskuere.
Fra middelalderen stammer borgen Rocca dei Rettori, hvis tårn stammer helt tilbage fra år 871, mens resten af borgen stammer fra 1320. Beneventos domkirke er fra 1280, men blev delvist ødelagt under 2. verdenskrig, men er genopbygget. Endelig bør nævnes kirken Santa Sofia med et gammel kloster, der nu er indrettet som museum, bl.a. med fund fra sannitisk tid.